# Стадіон імені Володимира Бойка
Стадіон імені Володи́мира Бо́йка (до 2001 року — «Новатор»; у 2001—2018 роках — «Іллічівець») — багатофункціональний стадіон у місті Маріуполі Донецької області. Вміщує 12 680 глядачів (з них під дахом — 8605, відкритих — 4075). Оновлений у 2001 році. Домашня арена футбольного клубу «Маріуполь».

## Міжнародні матчі

### Молодіжна збірна України
На стадіоні пройшов матч плей-оф відбіркового циклу до молодіжного чемпіонату Європи 2006.  

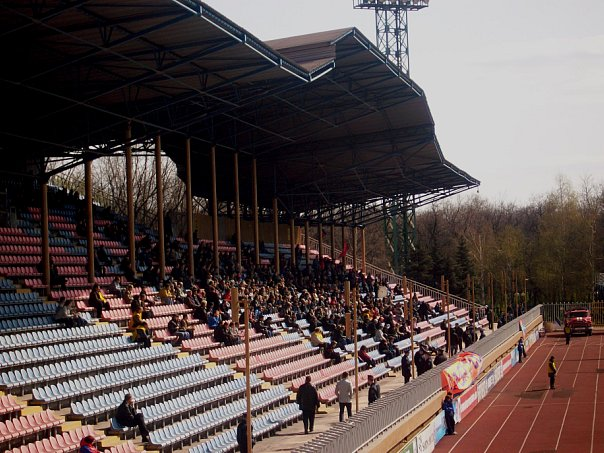
Трибуна стадіону

| Дата       | Турнір            | Господарі | Гості   | Рахунок | Голи                                             |
| ---------- | ----------------- | --------- | ------- | ------- | ------------------------------------------------ |
| 12-11-2005 | Відбір до ЧЄ 2006 | Україна   | Бельгія | 2-3     | Пуканич 27' Алієв 49' - Вандерберг 19' 45+1' 59' |

### Юнацькі збірні U19
На стадіоні проходили матчі чемпіонату Європи з футболу 2009 серед юнаків віком до 19 років.
| Дата       | Стадія        | Команда | Команда   | Рахунок | Голи                                      |
| ---------- | ------------- | ------- | --------- | ------- | ----------------------------------------- |
| 21-07-2009 | Груповий етап | Іспанія | Туреччина | 2-1     | Фальке 49' (п), Хоселу 51' - Албайрак 12' |
| 24-07-2009 | Груповий етап | Сербія  | Іспанія   | 2-1     | Мілановіч 36' 51' - Хоселу 6'             |
| 27-07-2009 | Груповий етап | Франція | Іспанія   | 1-0     | Брагімі 27'                               |
| 30-07-2009 | Півфінал      | Україна | Сербія    | 3-1     | Шахов 1', Гармаш 39' 86' - Алексич 22'    |

### Жіноча збірна України
| Дата       | Турнір            | Господарі | Гості      | Рахунок | Голи                                                                |
| ---------- | ----------------- | --------- | ---------- | ------- | ------------------------------------------------------------------- |
| 17-06-2006 | Відбір до ЧС 2007 | Україна   | Італія     | 2-1     | Ходирєва 47', Фрішко 57' - Марсіко 75'                              |
| 23-06-2006 | Відбір до ЧС 2007 | Україна   | Греція     | 6-0     | Фрішко 17', 42' (п), Верезубова 49', 58', Сухорукова 51', Пекур 86' |
| 30-05-2007 | Відбір до ЧЄ 2009 | Україна   | Шотландія  | 2-1     | Зінченко 44', Чорна 67' - Флітінг 68'                               |
| 20-06-2007 | Відбір до ЧЄ 2009 | Україна   | Словаччина | 5-0     | Фрішко 2', 53', Зінченко 16' (п), Пекур 26', Ходирєва 47'           |

Був зруйнований після повномасштабного вторгнення Росії в Україну 24 лютого 2022 року. З перших днів війни перебував під постійними обстрілами російської артилерії, через що зруйновано більшість будівель.